# Wolfgangstein (Schalenstein)

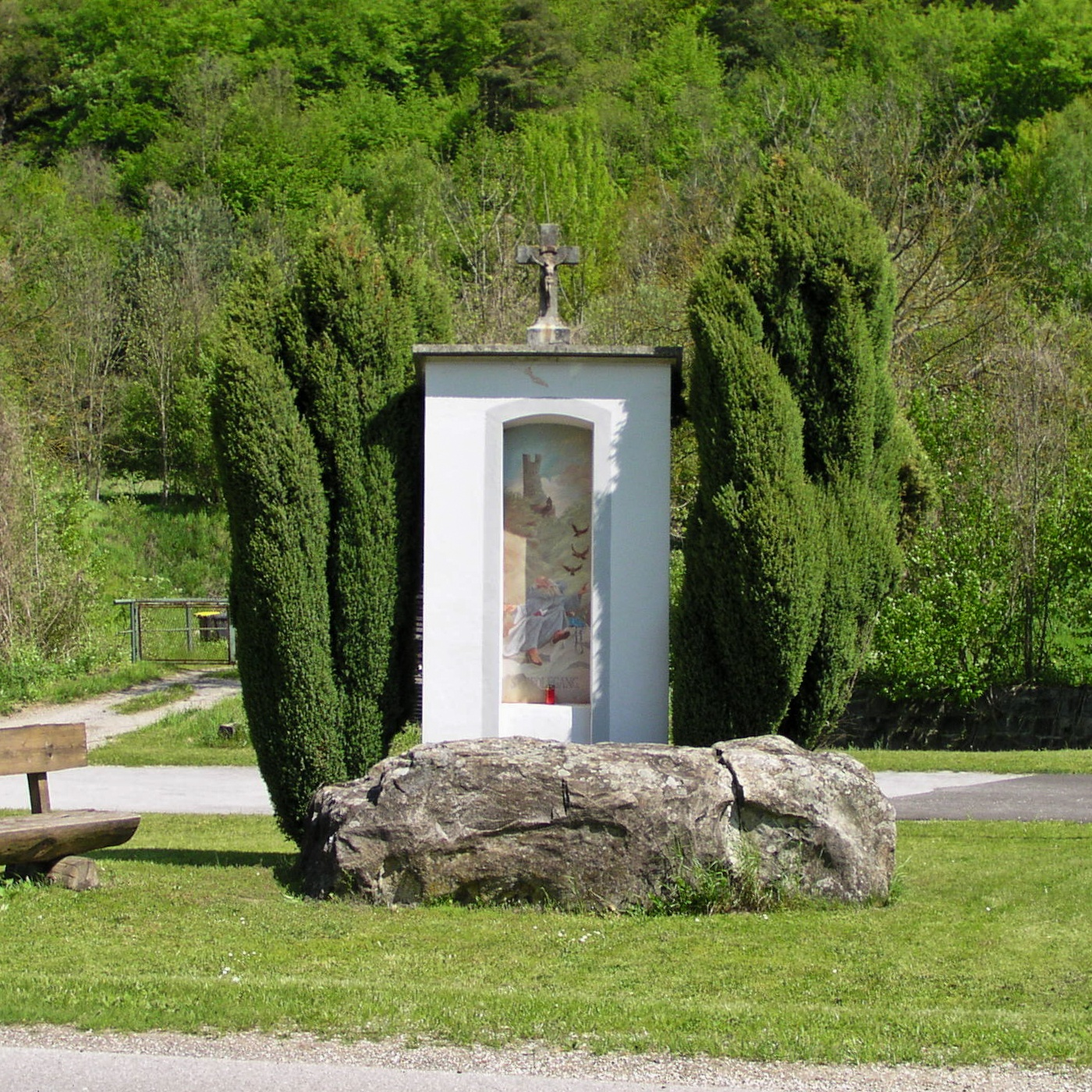
Wolfgangstein mit Wolfgangsäule in Wolfstein, NÖ.

Als Wolfgangsteine werden im Volksmund unbearbeitete Schalensteine oder Spursteine in Österreich, Bayern und Südböhmen bezeichnet, die mit dem hl. Wolfgang von Regensburg in Verbindung gebracht wurden und vor allem im Spätmittelalter das Ziel von Wallfahrten waren.
Einige dieser Steine mögen bereits vorgeschichtlich als Kultsteine verehrt worden sein. Mit der Christianisierung wurden solche Steine im süddeutschen Raum bevorzugt mit dem hl. Wolfgang in Verbindung gebracht, weil dieser Heilige eine große Bedeutung in diesem Gebiet hatte. Die Verehrung von Bäumen, Quellen oder Steinen war bereits im zweiten Konzil von Arles (353) (4. Jahrhundert) unter Androhung der Exkommunikation verboten und im Konzil von Tours (567) geächtet worden.

## Beispiele
Niederösterreich
- Der Wolfgangstein und die Wolfgangsäule in Wolfstein (Gemeinde Schönbühel-Aggsbach) stehen unter Denkmalschutz (Listeneintrag, Lage).

Oberösterreich

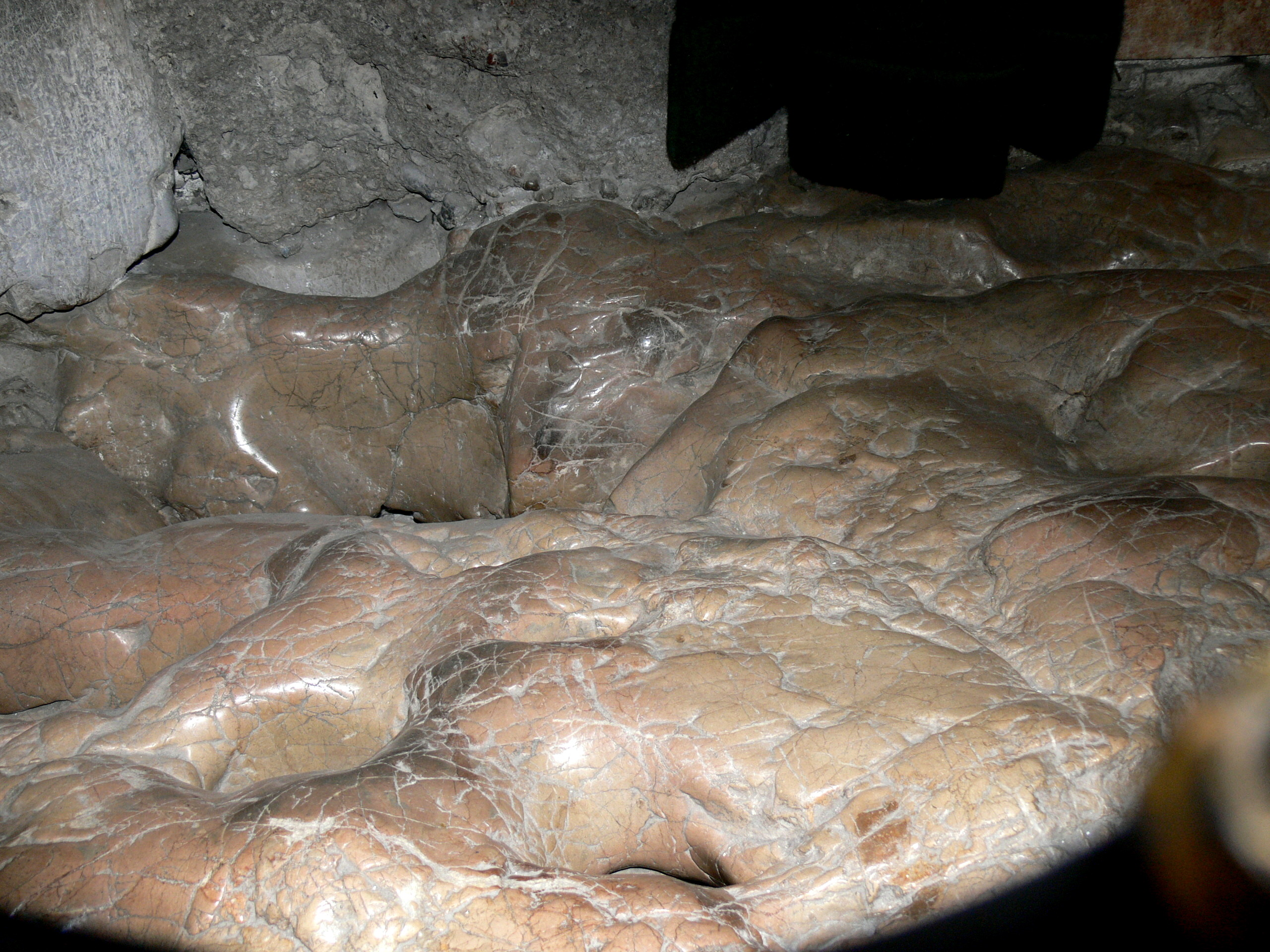
Schalenstein in Sankt Wolfgang im Salzkammergut, OÖ.

- Die Ortschaft Wolfgangstein in der Gemeinde Kremsmünster ist nach dem Schalenstein benannt, bei dem sich eine Gedenksäule befindet (Lage).
- Katholische Pfarr- und Wallfahrtskirche St. Wolfgang im Salzkammergut: Die Sage erzählt, dass der harte Fels während der Gebete des hl. Wolfgang weich wurde und die Abdrücke seiner Hände und Füße abbildete. Dieser Bußstein und die Wolfgangizelle standen ursprünglich außerhalb des Kirchengebäudes, sie wurden aber im Jahr 1713 durch einen Anbau in die Kirche mit einbezogen (Lage).
- Kopfwehstein und ein weiterer Schalenstein in der Wolfgangkapelle bei Eidenberg im Mühlviertel (Lage).[2]
- Wallfahrtskirche St. Wolfgang am Stein: 1430 wurde eine hölzerne Kapelle zum heiligen Stein (Wolfgangirast) erwähnt, der vermutete Schalenstein ist allerdings nicht mehr vorhanden (Lage).

Tschechien

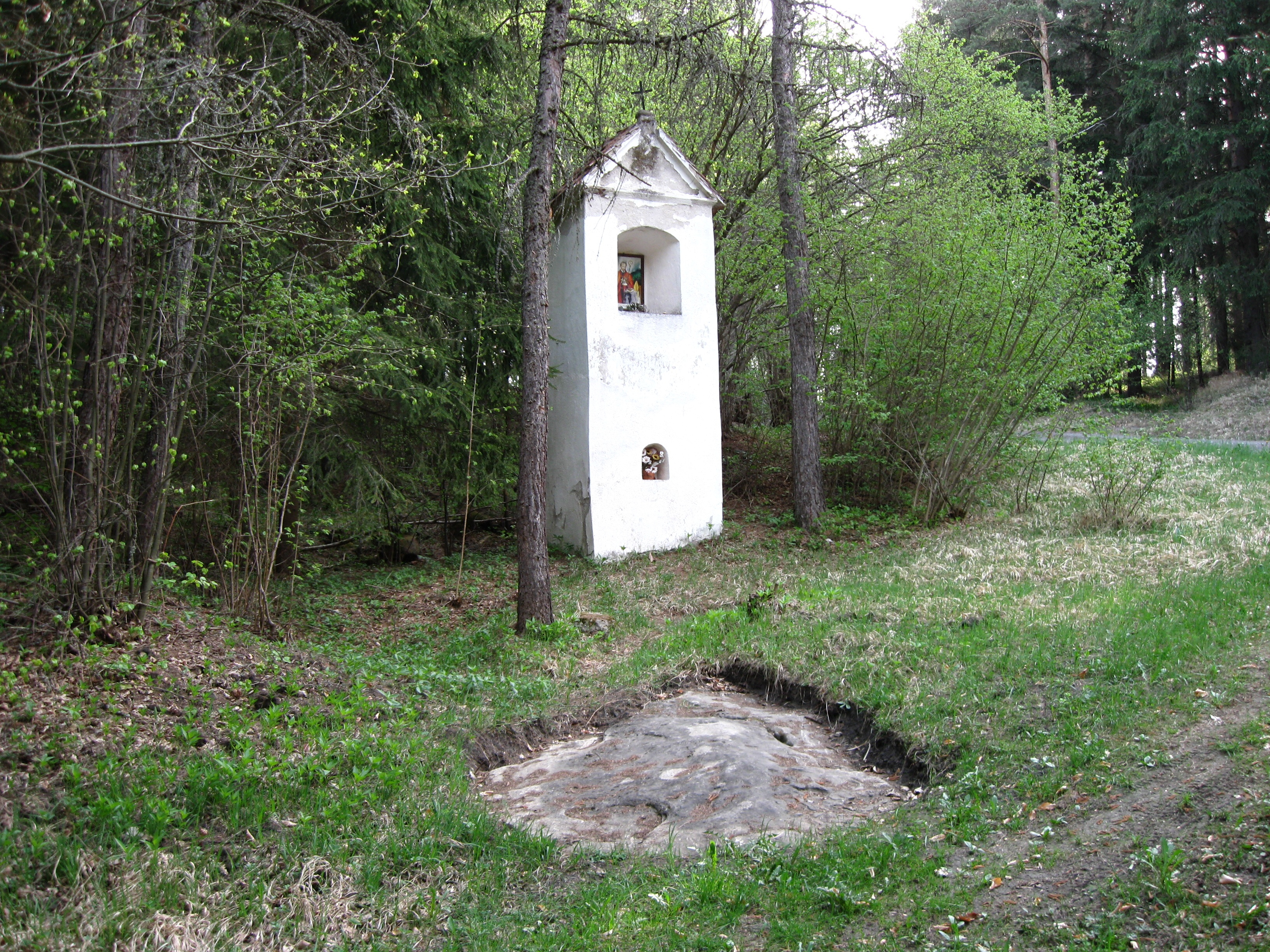
Wolgangstein bei Kájov

- Der Wolfgangstein im Dorf Ruben in Kájov (deutsch Gojau, Okres Český Krumlov) war bis ins 15. Jahrhundert das Ziel von Pilgerschaften. Dem humanistisch gebildeten Pfarrer Michael Pils gelang es in jahrelangem Bemühen und unter teils heftigem Widerstand der Bevölkerung, den in seinen Augen abergläubischen Fußstapfenkult in seinem Pfarrgebiet zu beenden und die neu ausgestattete Kirche in Gojau als einziges Pilgerziel zu etablieren. Unter Androhung der Exkommunikation wurden die Wallfahrten zu dem Stein am 22. Juni 1466 von Hilarius von Leitmeritz offiziell verboten, was am 12. Juli 1487 von Paulus, Visitator des Erzbistums von Prag, bestätigt wurde (Lage).[3]
- Bolfánek (der Name ist von Wolfgang abgeleitet!) ist eine ehemalige Wallfahrtskirche mit Aussichtsturm in Chudenice (Okres Klatovy). Über dem Schalenstein wurde im 17. Jahrhundert eine Kapelle und 1722–1725 eine barocke Wallfahrtskirche zu Ehren des hl. Wolfgang errichtet. Im Zuge der Josephinischen Reformen wurde die Wallfahrtskirche St. Wolfgang 1786 aufgehoben. Der Kirchturm wurde 1844/45 zum Aussichtsturm umgestaltet (Lage).

## Einordnung
Die Wolfgangsteine fallen unter die größere Gruppe der Heiligensteine, die unter anderem mit dem hl. Hubertus von Lüttich verknüpft wurden.
Im Gegensatz zu den aufgerichteten Menhiren der Megalithkultur handelt es sich bei den Wolfgangsteinen um Natursteine, die nicht von Menschenhand versetzt oder bearbeitet wurden.